# 五福桥 (嘉善)
五福桥位于浙江省嘉兴市嘉善县西塘镇朝南埭社区烧香港11、12号南,在烧香港东端，跨南北两岸。
五福桥是一座单孔石拱桥，建于明正德前，清光绪二十七年(1901年)重修.长14米。
2011年1月7日，五福桥作为西塘建筑群的子项，公布为第六批浙江省文物保护单位。